# 丁重なおもてなし
『丁重なおもてなし』（ていちょうなおもてなし）は、ヒカシューの6枚目のオリジナル・アルバム。1990年12月21日にバップより発売。
ジャケットは、メンバー全員のモノクロ写真。

## 収録曲
1. かしわで
作曲:ヒカシュー
2. 丁重なおもてなし
作詞:巻上公一　作曲:三田超人
3. 大航海
作詞:巻上公一　作曲:井上誠
4. さえずり
作詞:巻上公一　作曲:三田超人
5. わが国
作詞:巻上公一　作曲:坂出雅海
6. 夢の話
作詞:巻上公一　作曲:坂出雅海
7. キメラ
作詞:巻上公一　作曲:坂出雅海
8. アートマン
作詞・作曲:三田超人
9. 祈り
作曲:井上誠・大友良英
10. 日向ぽこ
作詞:巻上公一　作曲:三田超人
「私はバカになりたい」と一部共通の歌詞とメロディーが使用されている。
11. うたえないうた
作詞:巻上公一　作曲:坂出雅海